# Descàrrega de Townsend
La descàrrega de Townsend o descàrrega en cascada, és un procés d'ionització d'un gas on els electrons lliures accelerats per un camp elèctric prou fort augmenten la conductivitat elèctrica a través del gas per un efecte en cascada causat per la ionització de molècules. Quan decreix el nombre de càrregues lliures o es debilita el camp elèctric, el fenomen cessa.
Deu el seu nom al físic britànic John Sealy Townsend, que va descobrir el mecanisme d'ionització fonamental en els seus treballs realitzats entre el 1897 i el 1901.

## Descripció general del fenomen

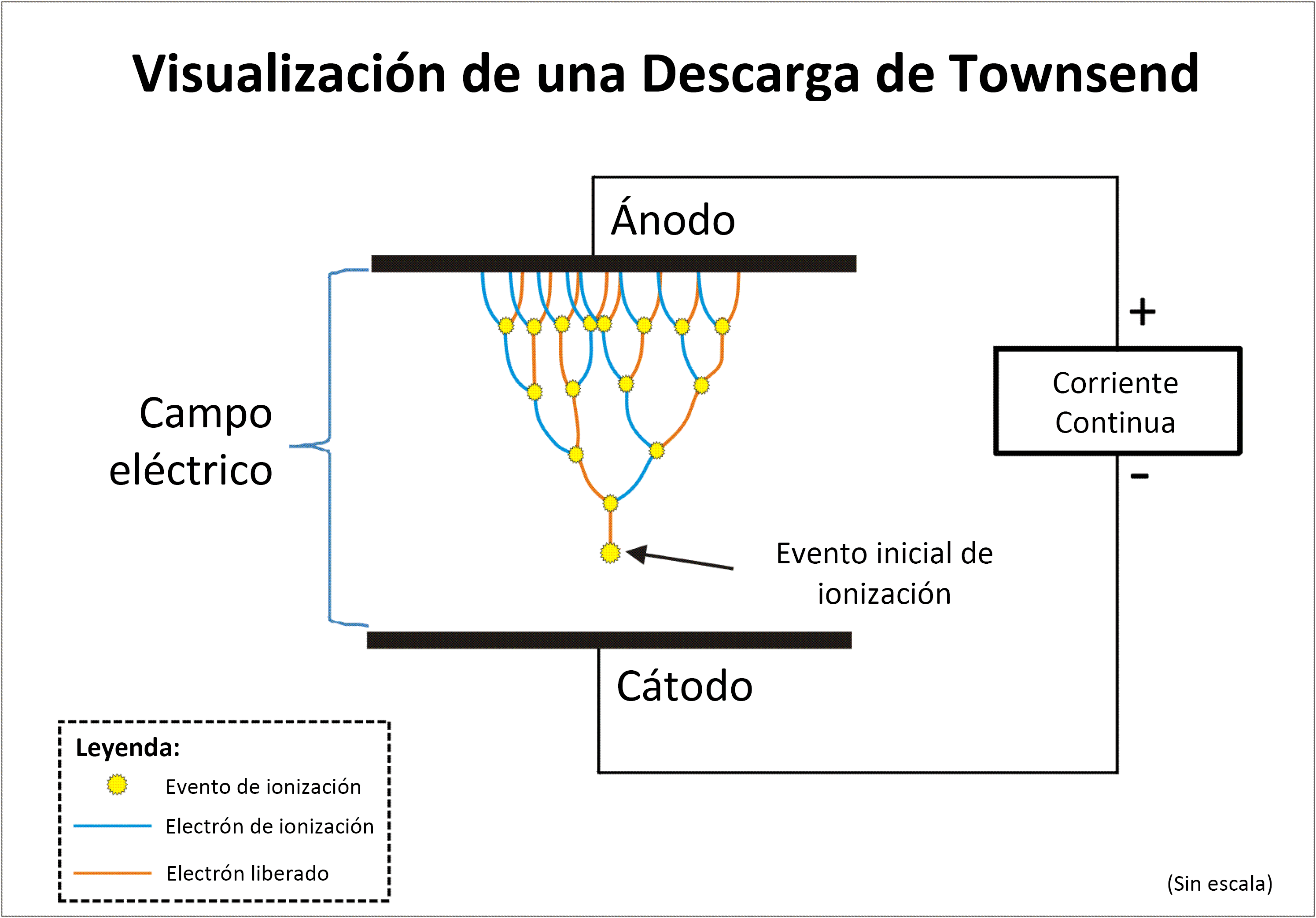
Efecte de descàrrega en cascada en un gas sotmès a radiació ionitzant entre dos elèctrodes plans. El primer element ionitzat allibera un electró, i cada col·lisió subsegüent n'allibera un altre, de manera que emergeixen dos electrons de cada col·lisió sostenint la descàrrega en cadena

La descàrrega és un efecte en cascada que es produeix en un medi gasós que és ionitzat (com per exemple, l'aire) quan és sotmès a un camp elèctric prou elevat, capaç d'accelerar els electrons lliures al nivell d'energia necessari per causar ionització per impacte.
El mecanisme de descàrrega en cascada es descriu a l'esquema de la dreta, on un camp elèctric és aplicat a través d'un medi gasós, on es creen ions per la seva exposició a una radiació ionitzant. A partir d´una primera molècula ionitzada per la radiació, es produeix un parell d'ions. El positiu accelera cap al càtode mentre que l'electró lliure accelera cap a l'ànode. Si el camp elèctric és força fort, l'electró lliure obté velocitat suficient (és a dir, energia), i pot alliberar un altre electró quan col·lisioni amb una molècula. Els dos electrons lliures viatgen llavors cap a l'ànode, i obtenen energia suficient del camp elèctric per provocar una nova ionització per impacte. Aquest procés és efectivament una reacció en cadena de generació d'electrons, i depèn que els electrons lliures obtinguin prou energia entre col·lisions per sostenir la descàrrega. El nombre total dels electrons que arriben a l'ànode és igual al nombre de col·lisions, més el nombre inicial d'electrons lliures. El límit de la multiplicació d'electrons en una descàrrega és conegut com el límit de Raether.
La descàrrega de Townsend pot tenir una àmplia gamma de densitats. En tubs de gas comuns, com els utilitzats als detectors d'ionització gasosa, les magnituds dels corrents que flueixen durant aquest procés poden variar entre aproximadament 10−18 ampers a aproximadament 10−5 ampers.

## Descripció quantitativa del fenomen
El muntatge bàsic dels primers experiments de Townsend quan investigava les descàrregues ionitzants en gasos constava de dues plaques paral·leles planes situades als costats d'un recipient omplert amb un gas. Una font elèctrica d'alta tensió es connectava entre les plaques (el càtode al pol negatiu i l'ànode al positiu) forçant el càtode a emetre electrons segons l'efecte fotoelèctric irradiant-lo amb raigs X, trobant que el flux de corrent {\displaystyle I} a través del gas depenia del camp elèctric entre les plaques. Tot i així, aquest corrent va mostrar un augment exponencial quan disminuïa la distància entre les plaques, arribant a la conclusió que els ions de gas es multiplicaven quan es desplaçaven entre les plaques a causa de l'elevat camp elèctric.
Va observar que els corrents variaven exponencialment deu o més ordres de magnitud per sobre del voltatge constant aplicat quan la distància entre les plaques es variava. També va descobrir la dependència de la pressió del medi gasós, i va ser capaç de generar ions en gasos a baixa pressió amb un voltatge molt més baix que el necessari per generar una espurna. Això contradeia la idea convencional sobre la conductivitat elèctrica d'un gas irradiat.
La dada experimental obtinguda dels seus experiments es descriuen segons la fórmula següent
{\displaystyle {\frac {I}{I_{0}}}=e^{\alpha _{n}d},\,}
on
- {\displaystyle I} és el flux elèctric al dispositiu,
- {\displaystyle I_{0}} és el corrent fotoelèctric generat a la superfície del càtode,
- {\displaystyle e} és el nom d'Euler,
- {\displaystyle \alpha _{n}} és el primer primer coeficient d'ionització de Townsend, expressant el nombre de parells d'ions generat per unitat de longitud (p. ex. metre) per un ió negatiu (anió) movent-se de càtode a ànode,
- {\displaystyle d} és la distància entre les plaques del dispositiu.

El voltatge gairebé constant entre les plaques és igual a la tensió de ruptura necessària per crear una descàrrega autosostenible, i disminueix quan el corrent arriba al règim de descàrrega luminiscent. Els experiments subsegüents van revelar per a la intensitat {\displaystyle I} augments més grans que els pronosticats per la fórmula segons augmentava la distància {\displaystyle d}: dos efectes diferents van ser considerats per explicar la física del fenomen i per poder fer un càlcul quantitatiu precís.

### Ionització del gas causada per moviment d'ions positius
Townsend va proposar la hipòtesi que els ions positius també produeixen parells d'ions, introduint-hi un coeficient {\displaystyle \alpha _{p}} que expressa el nombre de parells d'ions generat per unitat de longitud per un ió positiu (catió) movent-se d'ànode a càtode. Es va plantejar la fórmula següent:
{\displaystyle {\frac {I}{I_{0}}}={\frac {(\alpha _{n}-\alpha _{p})e^{(\alpha _{n}-\alpha _{p})d}}{\alpha _{n}-\alpha _{p}e^{(\alpha _{n}-\alpha _{p})d}}}\qquad \Longrightarrow \qquad {\frac {I}{I_{0}}}\cong {\frac {e^{\alpha _{n}d}}{1-({\alpha _{p}/\alpha _{n}})e^{\alpha _{n}d}}}}
amb {\displaystyle \alpha _{p}\ll \alpha _{n}}, molt concordant amb els experiments.
El primer coeficient de Townsend (α), també conegut com a primer coeficient de Townsend de descàrrega és un terme utilitzat quan la ionització secundària es verifica perquè els electrons d'ionització primaris obtenen energia suficient del camp elèctric, o d'una partícula inicialment ionitzada. El coeficient dona el nombre d'electrons secundaris produïts per electró primari i per unitat de longitud recorreguda.

### Emissió del càtode causada per impacte d'ions
Townsend, Holst i Oosterhuis també van desenvolupar una hipòtesi alternativa, considerant que l'emissió secundària d'electrons des del càtode era causada per l'impacte d'ions positius. Això va introduir el segon coeficient d'ionització de Townsend {\displaystyle \epsilon _{i}}; el nombre mitjà d'electrons alliberat per una superfície per un ió positiu incident, segons la fórmula següent:
{\displaystyle {\frac {I}{I_{0}}}={\frac {e^{\alpha _{n}d}}{1-{\epsilon _{i}}\left(e^{\alpha _{n}d}-1\right)}}.}
Aquestes dues fórmules poden ser interpretades com a descripcions de casos límit del comportament efectiu del procés, i també poden ser utilitzades per interpretar els resultats experimentals. Hi ha bibliografia amb altres fórmules que descriuen diversos comportaments intermedis (vegeu Bibliografia).

## Condicions
La descàrrega de Townsend només es pot sostenir sobre una gamma limitada de pressions de gas i intensitats de camp elèctric. El gràfic adjunt mostra la variació de voltatge i les regions operatives diferents per a tubs plens de gas amb una pressió constant, però amb valors de corrent variables entre els elèctrodes. El fenomen de producció d'electrons en cascada a la zona B-D. Més enllà de D, es produeix una ionització sostinguda.

Característiques del voltatge de descàrrega elèctrica en neó a 1 torr de pressió amb dos elèctrodes plans separats 50 cm.

Amb pressions més altes, les descàrregues ocorren més ràpidament que el temps calculat per a ions a través del buit entre elèctrodes, i la teoria de descàrrega de guspira de Raether, Meek i Loeb és aplicable. En camps elèctrics altament no uniformes, l'efecte corona és aplicable a la descàrrega.

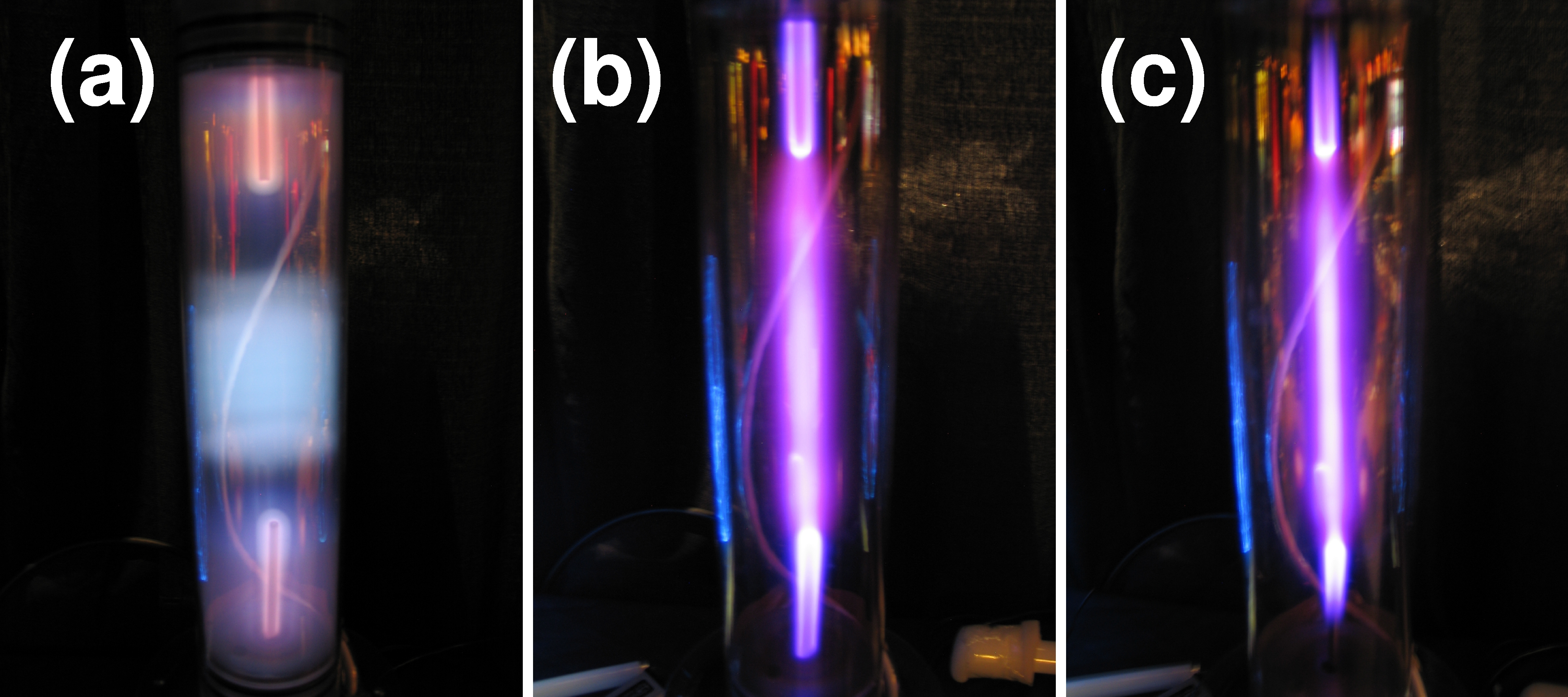
Transició del fulgor d'un arc de descàrrega en argó, incrementant la pressió del gas

La descàrrega al buit requereix la vaporització i ionització d'àtoms de l'elèctrode. Aleshores es pot iniciar un arc voltaic sense una descàrrega de Townsend preliminar; per exemple, quan se separen elèctrodes prèviament en contacte.

## Aplicacions

### Tubs de gas de descàrrega

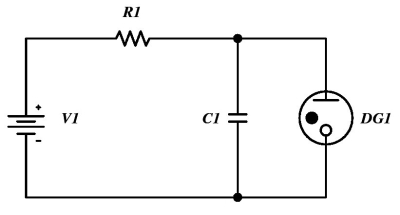
Oscil·lador de relaxació amb díode de làmpada de gas neó de càtode fred

L'inici de la descàrrega de Townsend fixa el límit superior de la tensió de ruptura de descàrrega luminiscent que un tub ple d'un gas pot resistir. Aquest límit és la tensió de ruptura de la descàrrega de Townsend, també anomenat voltatge d'ignició del tub.
L'aparició de la descàrrega de Townsend, precedint formes de trencament de la descàrrega luminiscent, modifica el valor de la tensió registrada a l'interior d'un protector de sobretensió. Per exemple, les làmpades de neó presenten zones de resistència diferencial negativa del tipus S. Aquesta resistència negativa sol generar oscil·lacions elèctriques i formes d'ona, com a l'oscil·lador de relaxació l'esquema del qual figura a la part dreta. L'oscil·lació generada en forma de dents de serra té la freqüència:
{\displaystyle f\cong {\frac {1}{R_{1}C_{1}\ln {\frac {V_{1}-V_{\text{GLOW}}}{V_{1}-V_{\text{TWN}}}}}},}
on
- {\displaystyle V_{\text{GLOW}}} és la tensió de ruptura de descàrrega luminiscent,
- {\displaystyle V_{\text{TWN}}} és la tensió de ruptura de la descàrrega de Townsend,
- {\displaystyle C_{1}}, {\displaystyle R_{1}} y {\displaystyle V_{1}} són respectivament la capacitància, la resistència i el voltatge de subministrament del circuit.

Atès que la temperatura i l'estabilitat en el temps de les característiques dels díodes de gas i de les làmpades de neó és baixa, la dispersió estadística dels voltatges de ruptura és elevada, per la qual cosa la fórmula només pot donar una indicació qualitativa de la freqüència real de les oscil·lacions

### Fototubs de gas
La multiplicació en cascada durant la descàrrega de Townsend és utilitzada en els fototubs de gas per amplificar la càrrega fotoelèctrica generada per la radiació incident (llum visible o no) al càtode: els corrents operatius són habitualment entre 10~20 vegades més grans que els generats pels fototubs de buit.

### Detectors de radiació ionitzant
Les descàrregues de Townsend són fonamentals en el funcionament dels detectors d'ionització gasosa com el tub Geiger-Müller i el comptador proporcional, tant per detectar radiacions ionitzants com per mesurar-ne l'energia. La radiació incident ionitza àtoms o molècules al medi gasós per produir parells d'ions, però cada tipus de detector fa un ús diferent dels efectes de descàrrega resultants.
En el cas del tub Geiger-Müller, l'elevada tensió del camp elèctric és suficient per causar la ionització completa del gas que envolta l'ànode per facilitar la generació inicial d'un parell d'ions. El comptador detecta quan es produeix una descàrrega però no dona informació sobre l'energia de la radiació incident.
En el cas de comptadors proporcionals, es produeix la generació de múltiples parells d'ions a la «regió de deriva d'ions» propera al càtode. El camp elèctric i la geometria del tub estan ideats de manera que es crea una «regió de descàrrega» a la proximitat immediata de l'ànode. Un ió negatiu que vagi a la deriva cap a l'ànode, si s'introdueix en aquesta regió crearà una descàrrega localitzada independent dels altres parells d'ions, i encara pot produir un efecte multiplicador. D'aquesta manera, es disposa d'informació espectroscòpica de l'energia de la radiació incident per la magnitud del pols produïda per cada reacció de descàrrega iniciada.
El gràfic adjunt mostra la variació de corrent d'ionització per a un sistema de cilindre coaxial.

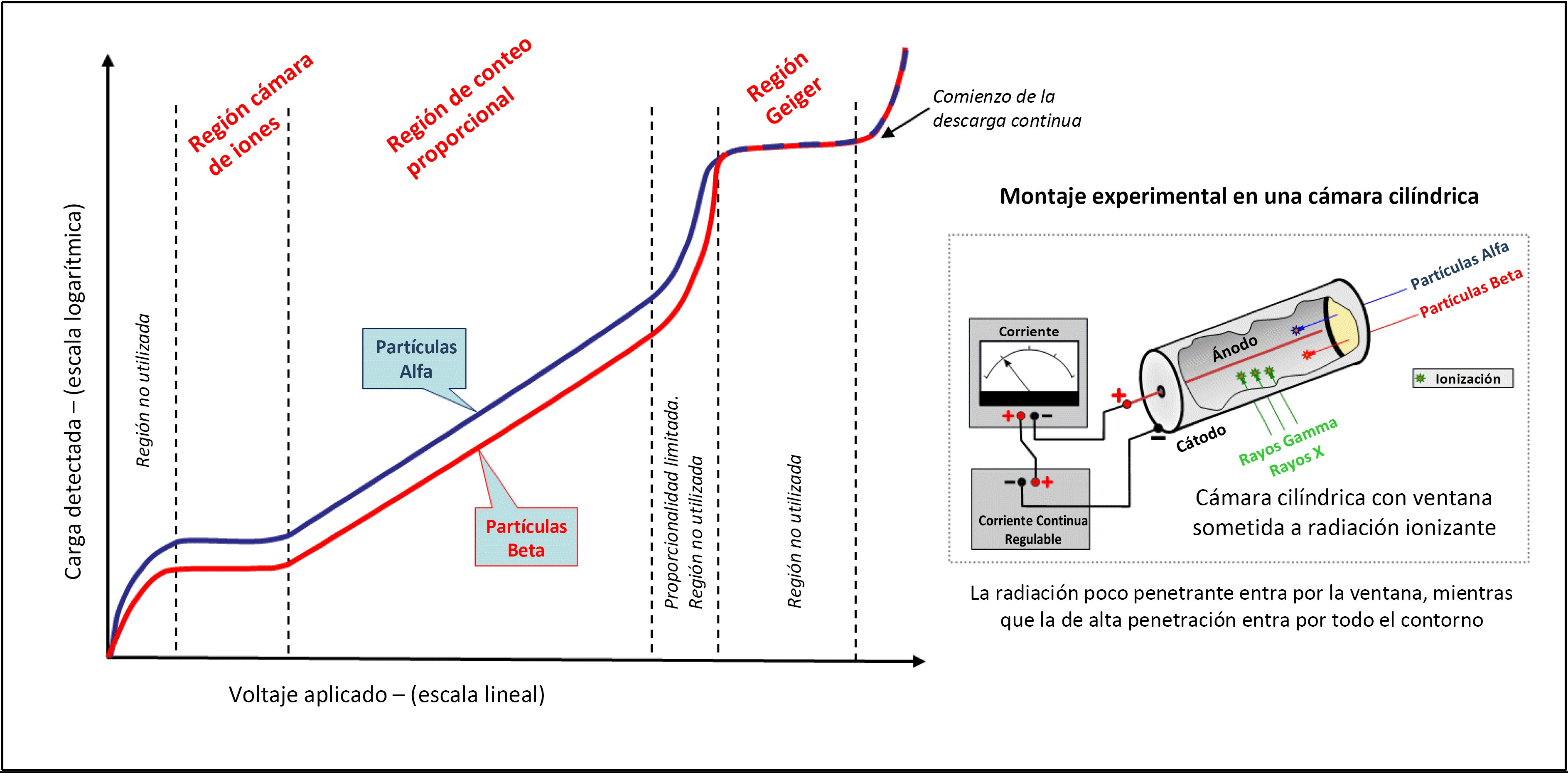
Aquest diagrama mostra la relació de les regions de detecció de gasos utilitzant un concepte experimental de l'aplicació d'un voltatge variable a una cambra cilíndrica que se sotmet a radiació ionitzant. Partícules alfa i beta es representen per demostrar l'efecte de diferents energies ionitzants, però el mateix principi s'estén a totes les formes de radiació ionitzant. La cambra d'ions i les regions proporcionals poden operar a pressió atmosfèrica, i la sortida varia amb l'energia de radiació. Tot i això, a la pràctica la regió Geiger s'opera a una pressió reduïda (al voltant d'una dècima d'atmosfera) per permetre el funcionament amb voltatges molt més baixos; altrament serien necessaris impracticables alts voltatges. La lectura de la regió Geiger no diferencia entre les energies de radiació.

A la regió d'ionitzada del tub, no hi ha cap descàrrega i el voltatge aplicat només serveix per moure els ions cap als elèctrodes per impedir-ne la recombinació.
A la regió proporcional, es registren descàrregues localitzades a la zona ocupada pel gas i immediatament al voltant de l'ànode, que és numèricament proporcional al nombre d'esdeveniments originals d'ionització. Augmentant més el voltatge, s'incrementa el nombre de descàrregues fins que s'arriba a la regió Geiger, on el volum del gas ionitzat ocupa completament l'espai al voltant dels ànodes ionitzats, i tota la informació sobre les proporcions de l'energia es perd.
Més enllà de la regió Geiger, el gas forma un cabal continu a causa de l'elevada força del camp elèctric.